# Thorvald Rasmus Borup Buchholz
Thorvald Rasmus Borup Buchholz, född 1813, död 1890, var en norsk läkare och rashygienist.
Buchholz från 1845 distriktsläkare i Hadeland och Land i Oppland. Han skrev bland annat Om Spedalskheden som Folkesygdom (1871), i vilket han försöker hävda leprans karaktär av etniskt degenerationsfenomen. Ännu starkare kommer de rashygieniska synpunkterna till orda i hans betraktelser Om Arvesygdomme eller Slægtsudartelse (1878) och framför allt i det stora verket Om Folks og Slægters Tilbagegang (två band, Köpenhamn 1883–84).